# 356 (tal)
356 är det naturliga talet som följer 355 och som följs av 357.

## Inom vetenskapen
- 356 Liguria, en asteroid.

## Inom matematiken
- 356 är ett jämnt tal.
- 356 är ett sammansatt tal.
- 356 är ett defekt tal.
- 356 är ett Erdős–Woodstal.